# Pollachius pollachius
Pollachius pollachius, noto in italiano come pollack o Merluzzo giallo, è un pesce d'acqua salata appartenente alla famiglia Gadidae (codice FAO: POL). 
La specie non è da confondersi con il Gadus chalcogrammus, che ha un nome comune simile, cioè pollack d'Alaska o merluzzo d'Alaska, né con il merluzzo carbonaro (Pollachius virens), che in inglese si dice "pollock".

## Distribuzione e habitat
Questa specie è presente nell'Oceano Atlantico nordorientale, dalla Norvegia settentrionale e l'Islanda fino alle coste portoghesi. Vive nei pressi di rocce e relitti, spesso anche in acque libere. Forma piccoli banchi (più piccoli di Pollachius virens). Non supera i 100 metri di profondità.

## Descrizione

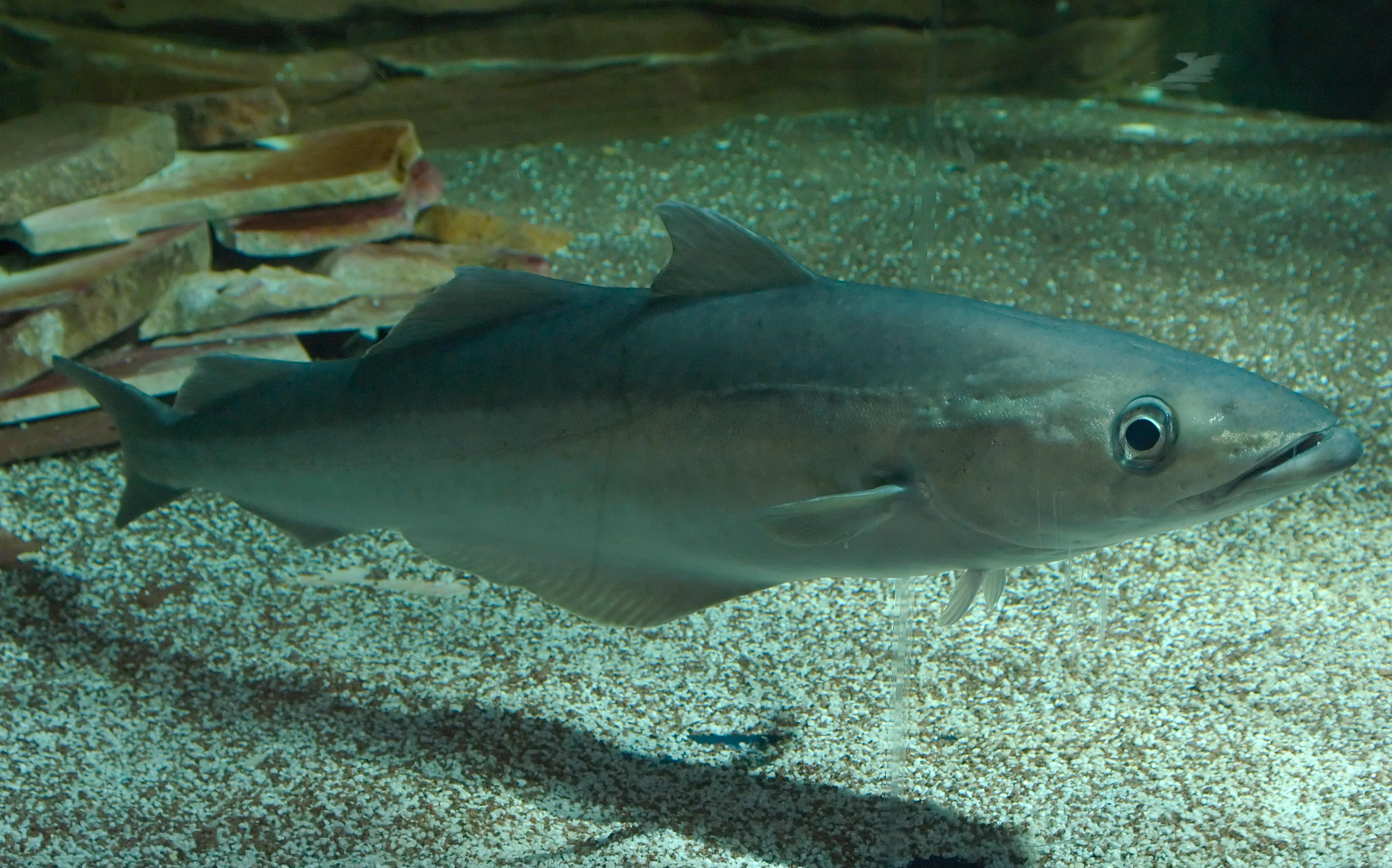
Un adulto in acquario

P. pollachius è molto simile al congenere merluzzo nero: presenta un muso appuntito ed è abbastanza slanciato. Ha tre pinne dorsali, due pinne anali ed una pinna caudale tronca piuttosto sviluppata. Possiede una mandibola fortemente sporgente ed una linea laterale scura, ben visibile, con una brusca piega all'altezza delle pinne pettorali. La livrea presenta un colore bruno o bronzeo sul dorso e bianco madreperlaceo sul ventre. 

Raggiunge una lunghezza massima di 130 cm.

## Riproduzione
La riproduzione avviene tra gennaio e maggio, ad una profondità di circa 100 m.

## Alimentazione
È un pesce predatore e caccia principalmente altri pesci ed anche crostacei e cefalopodi.
Si tratta di un pesce apprezzato dai pescatori sportivi di tutta Europa. Le sue carni sono reputate di ottimo gusto. Trattasi inoltre di un pesce importante per la pesca commerciale, si trova senza problemi nei supermercati occidentali sia fresco che congelato. 

Secondo fonti FAO, dal 2000 per almeno 5 anni, il pescato nella Unione Europea è sempre stato superiore a 7000 tonnellate l'anno.